# Strongylida

A ordem Strongylida engloba uma variedade de nematoides parasitas, conhecidos por sua diversidade morfológica, ampla distribuição e impacto na saúde animal e humana. Estes vermes, que pertencem à classe Secernentea e à superordem Strongyloide, apresentam características distintivas em sua anatomia e ciclo de vida que os tornam adaptados para parasitar uma ampla gama de hospedeiros mamíferos. Os nematoides da ordem Strongylida possuem corpos alongados e cilíndricos, não segmentados, variando em tamanho de milímetros a centímetros. Sua boca é notável por possuir três lábios, que desempenham um papel essencial na fixação do parasita nos tecidos do hospedeiro e na ingestão de nutrientes para sua sobrevivência e reprodução. O ciclo de vida dos Strongylida inicia-se com a eliminação de ovos nas fezes do hospedeiro infectado. Estes ovos, ao serem liberados no ambiente, passam por estágios de desenvolvimento até eclodirem em larvas infectantes. As larvas, por sua vez, podem penetrar no hospedeiro por via cutânea, oral ou ingestão, dando continuidade ao ciclo e perpetuando a infestação.
A capacidade de infectar uma ampla variedade de hospedeiros é uma característica marcante dos Strongylida. Mamíferos terrestres como cães, gatos, bovinos, ovinos, equinos e até mesmo humanos são suscetíveis à infecção por esses parasitas. Alguns apresentam alta especificidade em relação ao hospedeiro, enquanto outros têm uma gama mais ampla de hospedeiros potenciais. A patogenicidade dos Strongylida varia de acordo com a espécie e o hospedeiro. Eles podem causar desde sintomas leves, como coceira e irritação, até condições mais graves, como anemia, perda de peso, distúrbios gastrointestinais e, em casos extremos, podem levar à morte do hospedeiro, especialmente em infecções massivas ou em animais debilitados. Na medicina veterinária, os Strongylida representam uma preocupação significativa, pois podem afetar a saúde e o bem-estar dos animais domésticos e de criação, impactando diretamente a produtividade e a economia agrícola. Em humanos, algumas espécies podem causar infecções parasitárias, especialmente em regiões com condições sanitárias precárias, destacando a importância do controle e prevenção desses parasitas.
O tratamento de infecções por Strongylida envolve o uso de medicamentos antiparasitários específicos, como benzimidazóis, ivermectina e outros vermífugos, administrados sob orientação veterinária ou médica. Além disso, medidas de controle ambiental, higiene e manejo adequado dos animais são essenciais para prevenir e controlar infestações, reduzindo o impacto desses parasitas na saúde animal e humana.